# On n'achète pas le silence
Pour plus de détails, voir Fiche technique et Distribution.
On n'achète pas le silence (titre original : The Liberation of L.B. Jones) est un film américain réalisé par William Wyler, sorti en 1970.
Il s'agit du dernier film réalisé par William Wyler, qui ne tourne plus jusqu'à sa mort en juillet 1981.

## Synopsis
À Somerton, une petite ville du Tennessee, L.B. Jones est le directeur aisé d'une petite entreprise de pompes funèbres. Afro-américain, il demande le divorce à sa femme Emma, également noire, qui le trompe avec un policier local, Willie Joe Worth. Jones engage dès lors le meilleur avocat de la ville, Oman Hedgepath, pour le défendre face à son épouse. Dans l'attente du procès de divorce, Oman suggère au policier de faire pression sur Emma pour qu'elle renonce à se faire assister d'un avocat, ce qui aurait pour conséquence de faire citer le nom de son amant lors du procès et possiblement de briser sa carrière et sa vie de famille. Comme Emma refuse, il s'en prend à L.B. Jones.
Steve Mundine, un jeune homme sorti d'une fac de droit, s'installe dans la ville avec sa femme Nella pour suivre les traces de son oncle Oman. Alors que Somerton est sous tension en raison du racisme ambulant, Steve est le témoin de cette violence insoutenable. Mais par le même train qu'eux, le jeune Sonny Boy Mosby est revenu se venger d'un autre policier, Stanley Bumpas, le collègue de Willie Joe, qui l'avait violemment frappé lorsqu'il avait 13 ans. Les deux histoires vont se croiser.
L.B. Jones est tué par Worth et l'affaire, avec l'accord de l'avocat Oman Hedgepath, sera étouffée. Sonny Boy, après une première tentative échouée, accomplit sa vengeance après le meurtre de L.B. Jones. Steve Mundine et Sonny Boy repartent par le même train, alors qu'ils ne se sont pas croisés dans la ville.

## Fiche technique
- Titre original : The Liberation of L.B. Jones
- Titre français: On n'achète pas le silence
- Réalisation : William Wyler, assisté de Robert Swink
- Scénario : Jesse Hill Ford
- Musique : Elmer Bernstein
- Décors : Kenneth A. Reid, Frank Tuttle
- Budget: 3 500 000 $ (estimé)
- Société de production : Liberation Company
- Société de distribution : Columbia Pictures
- Pays d'origine :  États-Unis
- Langue : anglais
- Genre : Film dramatique, Film policier
- Durée : 102 minutes
- Dates de sortie : 
  - États-Unis : 18 mars 1970
  - Australie : 25 juin 1970
  - France : 8 juillet 1970

## Distribution
- Lee J. Cobb (VF : Claude Bertrand) : Oman Hedgepath
- Anthony Zerbe (VF : Pierre Trabaud) : Willie Joe Worth
- Roscoe Lee Browne (VF : Raymond Loyer) : L.B. Jones
- Lola Falana (VF : Évelyn Séléna) : Emma Jones
- Lee Majors (VF : Michel Le Royer) : Steve Mundine
- Barbara Hershey : Nella Mundine
- Yaphet Kotto (VF : Serge Sauvion) : Sonny Boy Mosby
- Arch Johnson (VF : Jean Violette) : Stanley Bumpas
- Chill Wills (VF : Raoul Delfosse) : Mr Ike
- Zara Cully : Mama Lavorn
- Fayard Nicholas (VF : Gérard Hernandez) : Benny
- Joe Attles : Henry
- Lauren Jones (VF : Tamila Mesbah) : Erleen (Hélène en VF)
- Dub Taylor (VF : Jacques Marin) : le maire
- Brenda Sykes : Jelly
- Larry D. Mann : l'épicier
- Ray Teal (VF : Jean Daurand) : le chef de la police
- Eve McVeagh : Miss Griggs, la secrétaire
- Sonora McKeller (VF : Paula Dehelly) : Miss Ponsella
- Robert Van Meter : l'homme aveugle
- John S. Jackson : le suspect